# آلگ اندرویچ
آلگ اندرویچ (روسی: Оле́г Андре́евич Ано́фриев؛ ۲۰ ژوئیهٔ ۱۹۳۰ – ۲۸ مارس ۲۰۱۸) کارگردان فیلم، هنرپیشه، خواننده، آهنگ‌ساز، و شاعر اهل اتحاد جماهیر شوروی سوسیالیستی بود. وی بین سال‌های ۱۹۵۵ تا ۲۰۱۸ میلادی فعالیت می‌کرد.
وی همچنین برندهٔ جوایزی همچون هنرمند مردمی روسیه شده‌است.